# Michaił Dokuczajew
Michaił Stiepanowicz Dokuczajew (ros. Михаил Степанович Докучаев, ur. 2 czerwca 1925 we wsi Nikolskoje w obwodzie astrachańskim, zm. 9 sierpnia 2003 w Moskwie) – generał major KGB, Bohater Związku Radzieckiego (1945).

## Życiorys
Uczył się w szkole w Astrachaniu, od listopada 1942 służył w Armii Czerwonej, walczył w składzie 216 i 55 pułków kawalerii, brał udział m.in. w bitwie pod Stalingradem i pod Kurskiem. Uczestniczył w forsowaniu Dniepru, operacji białoruskiej i warszawsko-poznańskiej, a w końcu berlińskiej, w 1944 został członkiem WKP(b). Szczególnie wyróżnił się podczas walk o Pabianice 21 stycznia 1945, w ataku na kolumnę niemieckich czołgów i samochodów. Brał udział w Paradzie Zwycięstwa na placu Czerwonym 24 czerwca 1945. Po wojnie uczył się w Wojskowym Instytucie Języków Obcych, po ukończeniu którego w 1951 pracował w Głównym Zarządzie Służby Specjalnej przy KC WKP(b)/KPZR, później w latach 1953-1954 w 8 Zarządzie MWD ZSRR, a 1954-1956 w 8 Głównym Zarządzie KGB ZSRR. W latach 1956–1959 studiował w Wojskowo-Dyplomatycznej Akademii Armii Radzieckiej, potem pracował w I Głównym Zarządzie KGB ZSRR – w Wydziałach 13 i 5 tego zarządu, w 1960 został skierowany do pracy w rezydenturze KGB w Atenach, 1965-1966 odbywał kursy doskonalenia operacyjnego kadry szkoły nr 101 I Zarządu Głównego KGB. W latach 1966–1971 był rezydentem KGB w Atenach, 1971-1973 funkcjonariuszem Służby nr 2 I Zarządu Głównego KGB ZSRR, od 1973 do lipca 1975 szefem Wydziału 5 Zarządu "K" I Zarządu Głównego KGB ZSRR, a od lipca 1975 do maja 1989 zastępcą szefa 9 Zarządu KGB ZSRR w stopniu generała majora, następnie zakończył pracę w KGB. Został pochowany na Cmentarzu Kuncewskim.

## Odznaczenia
- Złota Gwiazda Bohatera Związku Radzieckiego (27 lutego 1945)
- Order Lenina (27 lutego 1945)
- Order Wojny Ojczyźnianej I klasy
- Order Czerwonego Sztandaru Pracy
- Order Czerwonej Gwiazdy
- Order Przyjaźni Narodów
- Order Sławy III klasy (15 października 1944)
- Medal „Za Odwagę” (13 października 1943)
- Medal „Za zasługi bojowe” (20 października 1944)

I inne.